# ルベン・ファン・ボメル
ルベン・ファン・ボメル（Ruben van Bommel、2004年8月3日 - ）は、オランダ・リンブルフ州メールセン出身のサッカー選手。AZアルクマール所属。ポジションはフォワード。
実父は2000年代にオランダ代表やFCバイエルン・ミュンヘンでプレーしたマルク・ファン・ボメル。

## クラブ経歴
2020年6月にPSVアイントホーフェンからMVVマーストリヒトの下部組織へ放出され 、約2年後の2022年8月8日、エールステ・ディヴィジのヨングAZ戦にてマーストリヒトでのトップチームデビューを果たした。翌年2月10日のTOPオス戦ではキャリ初のハットトリックを記録して5-1での大勝に貢献すると、プロ1シーズン目となった2022-23シーズンはリーグ戦で15得点を挙げた。
2023年7月1日、AZアルクマールへ移籍し、4年契約を結んだ。